# 皇家豹足球會
皇家豹足球會(Royal Leopards)是一支位於斯威士蘭錫穆涅的職業足球會，目前於斯威士蘭足球超級聯賽角逐。

## 榮譽
- 斯威士蘭足球超級聯賽: 5

2006, 2007, 2008, 2014, 2015.
- 斯威士蘭盃: 3

2007, 2011, 2014.
- 斯威士蘭慈善盃: 1

2006.
- 斯威士蘭交易會盃: 1

2004.

## 在CAF比賽表現
- 非洲聯賽冠軍盃: 3 次

2007 - 預賽
2008 - 預賽
2009 - 預賽
- 非洲聯盟盃: 1 次

2012 - 第2圏
- CAF Cup: 1 次

1999 - 第1圏